# Embalse del Infierno
El embalse del Infierno es un embalse situado en la ciudad autónoma de Ceuta.
Fue inaugurado en 1998 y es la segunda de la presas construidas para el abastecimiento de Ceuta, junto con la del embalse del Renegado. Este embalse también es conocido como pantano Chico por los habitantes de Ceuta.
Al igual que este, su gestión depende de la Confederación Hidrográfica del Guadalquivir. Su uso se destina al consumo a la población de la Ciudad Autónoma de Ceuta.